# Рубиновый зимородок
Рубиновый зимородок, или трёхпалый лесно́й зиморо́док (лат. Ceyx erithaca) — вид птиц из семейства зимородковых.

## Описание
Трёхпалый лесной зимородок достигает длины до 14 см. Оперение верхней стороны от тёмно-синего до чёрного цвета. Эта окраска спины отличает его от малайского лесного зимородка, который также обитает в Юго-Восточной Азии. Голова оранжевая с фиолетовым отблеском. У птенцов нижняя часть тела белая, а клюв жёлто-оранжевый.

## Ареал
Распространен в Южной и Юго-Восточной Азии (Бангладеш, Бутан, Бруней, Камбоджа, Китай, Индия, включая Андаманские и Никобарские острова, Индонезию, Лаос, Малайзию, Мьянму, Шри-Ланку, Таиланд и Вьетнам). В Сингапуре считается вымершим.

## Поведение
Как и большинство зимородков охотится из засады. Добывание корма преимущественно наземное, питается насекомыми и другими беспозвоночными животными.

## Классификация
Некоторые зоологи считают малайского лесного зимородка только цветовой вариацией трёхпалого лесного зимородка. На Борнео, где встречаются оба зимородка, они спариваются друг с другом и окраска верхней стороны получает всю гамму цветов от красно-фиолетового и сине-чёрного.
Международный союз орнитологов выделяет 2 подвида:
- Ceyx erithaca erithaca (Linnaeus, 1758)
- Ceyx erithaca macrocarus Oberholser, 1917